# Troisvaux
Troisvaux là một xã ở tỉnh Pas-de-Calais, vùng Hauts-de-France của Pháp.

## Địa lý
Troisvaux nằm về phía bắc St.Pol, 21 dặm (33,8 km) phía tây Arras, trên đường D87.

## Dân số
| 1962                                                         | 1968 | 1975 | 1982 | 1990 | 1999 | 2006 |
| ------------------------------------------------------------ | ---- | ---- | ---- | ---- | ---- | ---- |
| 247                                                          | 257  | 265  | 265  | 294  | 296  | 302  |
| Số liệu điều tra dân số từ năm 1962: Dân số không tính trùng |      |      |      |      |      |      |

## Địa điểm nổi bật
- Nhà thờ St.Vaast, thế kỷ 15.
- Nhà thờ St.Jude & St.Simon, thế kỷ 19.